# VH1 HD
VH1 HD fue un canal de televisión por suscripción brasileño dedicado a la programación musical, propiedad de ViacomCBS Networks Americas. Se lanzó el 1 de diciembre de 2009 y se expandió al el resto de América Latina en 2014.
Emitía videos musicales recientes en alta definición. Tenía una programación independiente, separada de VH1 Brasil o VH1 Latinoamérica, las cuales se centraban en la transmisión de videos musicales de artistas de la década de 1970 a la de 1990 y, por lo tanto, se transmitían solo en SDTV 4: 3.
VH1 HD siguió transmitiendo pese al cierre de VH1 Brasil en diciembre de 2014, y no cambió nunca su logotipo pese a que este había cambiado en el resto de señales a nivel mundial.
Nunca se midieron las calificaciones de la estación. El 7 de octubre de 2020, VH1 HD fue reemplazado por una transmisión simultánea en alta definición de VH1 Europe. Este último también reemplazó a VH1 Latinoamérica, que ahora emite como señal en 4:3 de la misma señal. Ahora ambas señales emiten en simultáneo VH1 Europe. El reemplazo se produjo meses después de que se cerraran algunos canales especializados de Viacom en Latinoamérica, como MTV Hits Latinoamérica, que fue reemplazado por MTV Hits Europa y VH1 MegaHits, que fue reemplazado por NickMusic.